# نيا شارما
نيا شارما (بالهندية: निया शर्मा) ولدت في (17 سبتمبر 1990) هي ممثلة تلفزيونية وعارضة أزياء هندية، اشتهرت بدورها في مسلسل "جاماي راجا" (Jamai Raja)، كما كانت متسابقة في برنامج «فير فاكتور: أرض الخوف» (Fear Factor: Khatron Ke Khiladi) في عام 2017 وانتهت من بين أفضل 5 متسابقين، نيا كانت في الدور القيادي في سلسلة الويب «تويستد» (Twisted). وقد احتلت المرتبة الثانية في قائمة أفضل 50 امرأة آسيوية لعام 2017 التي نشرتها صحيفة إيسترن آي ومقرها بريطانيا. احتلت شارما المرتبة الثالثة في عام 2016.

## مسيرتها المهنية
اسمها الحقيقي كان «نيها» لكنها غيرت اسمها حيث وجدت أنه رائج للغاية، نيا هي أصغر فرد من عائلتها، لديها شقيق واحد أكبر منها، نيا تعتبر والدتها أفضل صديقة لها حيث انها قريبة منها للغاية، حصلت على شهادة في خدمة الاتصال الجماهيري من معهد جاغاناث للعلوم الإدارية في نيودلهي، احتلت نيا المرتبة رقم 3 في عام 2016 والمرتبة الثانية في عام 2017 في قائمة أفضل 50 امرأة آسيوية من قِبل صحيفة إيسترن آي الذي مقرها في بريطانيا.

## مسيرتها الفنية
بدأت نيا شارما مشوارها التلفزيوني في مسلسل "'كالي- إيك آنيباريكشا" (Kaali- Ek Agnipariksha)، ثم حصلت على دورها الثاني في مسلسل "بهينين" (Behnein)، في وقت لاحق، لعبت دوراً في برنامج واقعي "ذا بلاير" (The Player)، لعبت نيا دور رئيسي تدعى "مانفي" في مسلسل ' إيك هازارون مين ميري بهنا هاي" (Ek Hazaaron Mein Meri Behna Hai) وهي شخصية عاطفية وتتراوح بين الدراما والكوميديا وتعاني من السرطان، نيا هي أول ممثلة تليفزيونية هندية تظهر بشكل أصلع على الشاشة وفازت بجائزة "أفضل ممثلة شعبية " (Best Actress Popular) في حفل جوائز Indian Telly في عام 2012.
في عام 2014، لعبت نيا دور الرئيسي «روشني» في مسلسل قناة زي تي في «جاماي راجا» (Jamai Raja) مع الممثل رافي دوبي، تركت المسلسل بعد عامين في عام 2016.
في عام 2017، لعبت نيا دور الشخصية البارزة 'علياء موخيرجي" في سلسلة الويب الخاصة بـ فيكرام بهات " تويستد" (Twisted) كان خروجًا تمامًا عن أدوارها وشخصياتها السابقة التي اعتاد الناس رؤيتها في التلفزيون،  في وقت لاحق، شاركت نيا في " فير فاكتور: أرض الخوف" (Fear Factor: Khatron Ke Khiladi) في الموسم الثامن بعنوان "ألم في إسبانيا" (pain in spain) تم إقصاء نيا مرتين من البرنامج ولكنها عادت مرة أخرى وأدت أداء جيدا في التحديتات التي تنتظرها بالبرنامج، وأصبحت في نهاية المطاف من النهائي في الموسم 8.
في عام 2018، انضمت إلى طاقم تمثيل مسلسل «إيشك مين مرجوان» (Ishq Mein Marjawan) ولعبت دور إروهي كاشياب وحلت مكان الممثلة إليشا بانوار بجانب الممثل أرجون بيجلاني، تم بث المسلسل على قناة «كولورز تي في» (Colors TV) وانتهى في يونيو 2019.
في عام 2019، انضمت نيا للدور الرئيسي لسلسلة مسلسل «ناغين» (Naagin) الجزء 4 على قناة «كولورز تي في» (Colors TV) بجانب الممثلة جاسمين بهاسين.

## الأعمال التلفزيونية
| السنة     | العمل                                | الدور                             |
| --------- | ------------------------------------ | --------------------------------- |
| 2010–2011 | كالي- إيك آنيباريكشا                 | أنو                               |
| 2011      | بهينين                               | نيشا ميهتا                        |
| 2011      | ذا بلاير                             | دور ثانوي                         |
| 2011–2013 | إيك هازارون مين ميري بهنا هاي        | مانفي تشودري فاديرا               |
| 2011      | ماذا أسمي هذا الحب؟                  | مانفي تشودري فاديرا (ضيفة)        |
| 2012      | البحث عن تفكير جديد مع عامر          | مانفي تشودري فاديرا (ضيفة)        |
| 2012–2013 | ستارلايت                             | مانفي تشودري فاديرا (ضيفة)        |
| 2012      | ماذا تسمي هذه العلاقة                | مانفي تشودري فاديرا (ضيفة)        |
| 2013      | ألم الحب حلو حلو، جميل جميل          | مانفي تشودري فاديرا (ضيفة)        |
| 2014–2016 | الصهر                                | روشني باتيل كورانا / راجيني ديساي |
| 2014      | العلاقات المقدسة                     | روشني (ضيفة)                      |
| 2014      | قبول                                 | روشني (ضيفة)                      |
| 2014      | بوكس دوري الكريكيت                   | متسابقة                           |
| 2015      | كيلر كاريوكي ايكتا تو لاتكا          | متسابقة                           |
| 2016      | ليالي كوميدية، مساعدة!               | متسابقة                           |
| 2016      | طاشان إي أشك                         | روشني (ضيفة)                      |
| 2017      | فير فاكتور: أرض الخوف                | متسابقة                           |
| 2017      | أغنية جونغ مومو للمطبخ               | متسابقة                           |
| 2017      | أركض باكول أركض                      | نفسها (ضيفة)                      |
| 2017–2018 | ميري دروغا                           | بالاشا تريفيدي                    |
| 2018      | بعد مجيئك                            | نفسها (ضيفة)                      |
| 2018–2019 | ساموات فداء للحب                     | أروهي كاشياب / أنجالي شارما       |
| 2018      | اودان                                | أروهي (ضيفة)                      |
| 2018      | الحب عبر الإنترنت                    | أروهي (ضيفة)                      |
| 2018      | ايس الفضاء 1                         | نفسها (ضيفة)                      |
| 2018      | الأفعى 3                             | أروهي (ضيفة)                      |
| 2019      | القوة - الشعور بالوجود               | أروهي (ضيفة)                      |
| 2019      | بيغ بوس 13                           | نفسها (ضيفة)                      |
| 2019–2020 | الأفعى 4: لعبة الحظ السامة           | بريندا                            |
| 2020      | الأفعى 5                             | بريندا (ضيفة)                     |
| 2020      | فير فاكتور: أرض الخوف - صنع في الهند | متسابقة                           |
| 2024      | Suhaagan chudail - الساحرة المتزوجة  | نيشيغاندها                        |

### مسلسلات ويب
| السنة     | العمل     | الدور         | القناة  |
| --------- | --------- | ------------- | ------- |
| 2017–2018 | تويستد    | علياء موخيرجي | جوسينما |
| 2019      | الصهر 2.0 | روشني         | زي 5    |

## روابط خارجية
- نيا شارما على موقع IMDb (الإنجليزية)
- نيا شارما على موقع قاعدة بيانات الأفلام العربية
- نيا شارما على موقع قاعدة بيانات الفيلم (الإنجليزية)